# Dresden (Maine)
Dresden es un pueblo ubicado en el condado de Lincoln en el estado estadounidense de Maine. En el Censo de 2010 tenía una población de 1.672 habitantes y una densidad poblacional de 19,44 personas por km².

## Geografía
Dresden se encuentra ubicado en las coordenadas 44°5′10″N 69°44′13″O / 44.08611, -69.73694. Según la Oficina del Censo de los Estados Unidos, Dresden tiene una superficie total de 86.02 km², de la cual 78.87 km² corresponden a tierra firme y (8.31%) 7.15 km² es agua.

## Demografía
Según el censo de 2010, había 1.672 personas residiendo en Dresden. La densidad de población era de 19,44 hab./km². De los 1.672 habitantes, Dresden estaba compuesto por el 98.62% blancos, el 0.18% eran afroamericanos, el 0.06% eran amerindios, el 0.3% eran asiáticos, el 0% eran isleños del Pacífico, el 0.18% eran de otras razas y el 0.66% pertenecían a dos o más razas. Del total de la población el 1.32% eran hispanos o latinos de cualquier raza.